# Mitra pele
Mitra pele is een slakkensoort uit de familie van de Mitridae. De wetenschappelijke naam van de soort is voor het eerst geldig gepubliceerd in 1970 door Cernohorsky.